# Ruederbach
Ruederbach is een gemeente in het Franse departement Haut-Rhin in de regio Grand Est en telt 280 inwoners (1999). De plaats maakt deel uit van het arrondissement Altkirch.

## Geschiedenis
De gemeente maakte deel uit van het kanton Hirsingue tot dit op 22 maart 2015 werd opgeheven en Ruederbach werd opgenomen in het kanton Altkirch.

## Geografie
De oppervlakte van Ruederbach bedraagt 4,4 km², de bevolkingsdichtheid is 63,6 inwoners per km².
De onderstaande kaart toont de ligging van Ruederbach met de belangrijkste infrastructuur en aangrenzende gemeenten.

## Demografie
Onderstaande figuur toont het verloop van het inwonertal (bron: INSEE-tellingen).